# Рама транспортного засобу

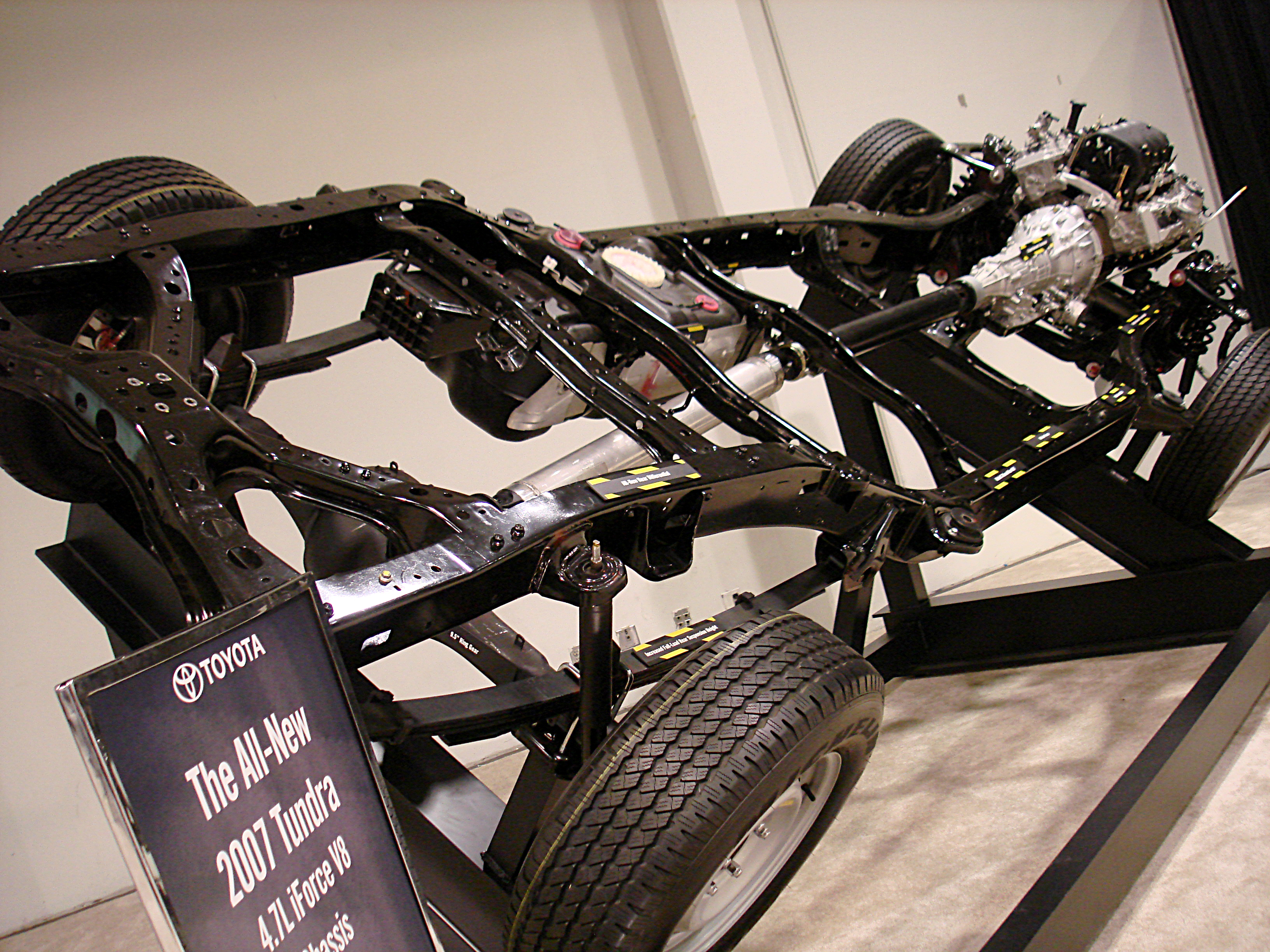
Шасі пікапа з шасі драбина утримує двигун, трансмісію, підвіску та колеса автомобіля

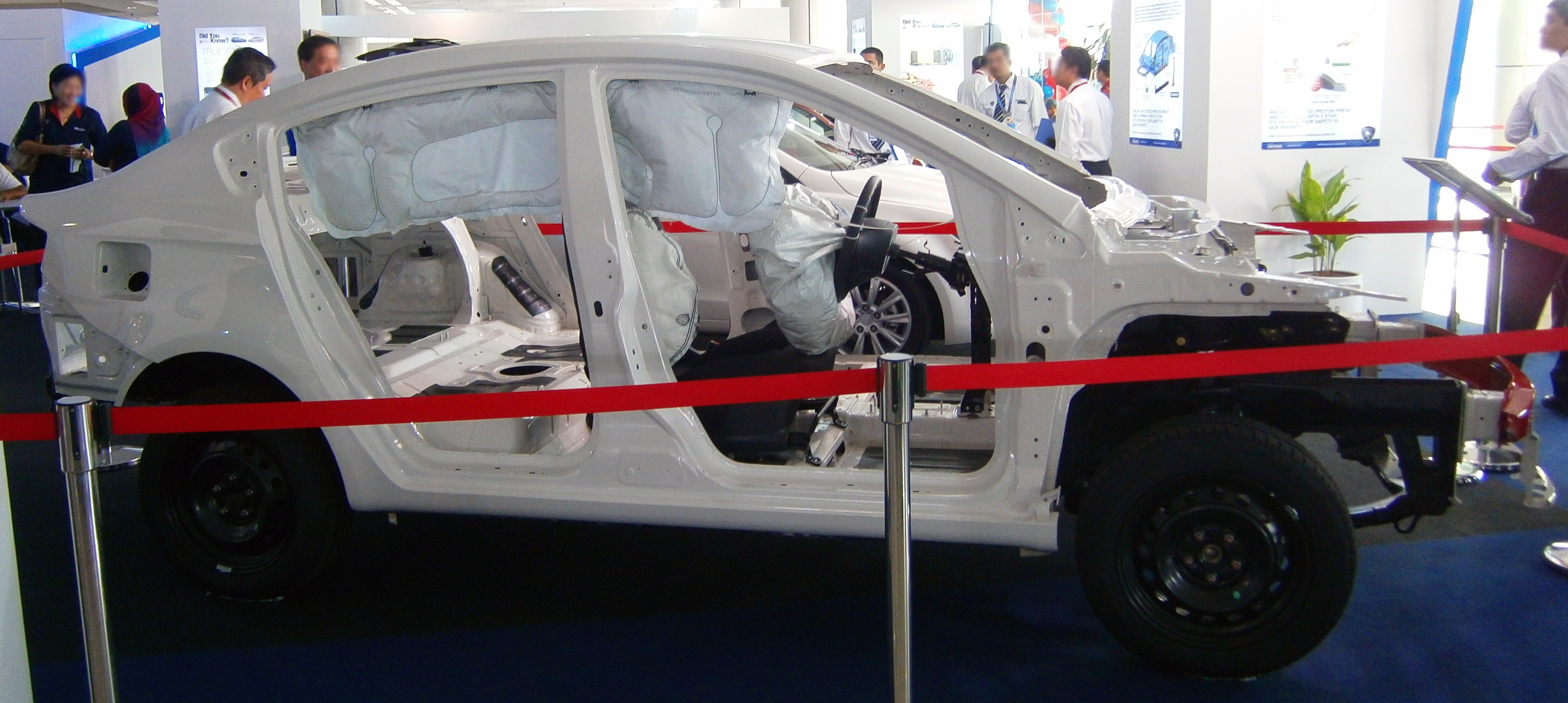
Unibody - для цільного тіла - також є формою рами

Рама транспортного засобу — також історично відома як його шасі, є основною несучою конструкцією автомобіля, до якої кріпляться всі інші компоненти, порівнянну зі скелетом організму.
До 1930-х років практично кожен автомобіль мав структурну раму, окрему від кузова. Така конструкція називається корпусом на каркасі. До 1960-х років цільна конструкція легкових автомобілів стала загальною, і тенденція до цільної конструкції легкових автомобілів збереглася протягом наступних десятиліть.
Майже всі вантажівки, автобуси та більшість пікапів продовжують використовувати окрему раму як шасі.

## Функціонал
Основні функції рами автомобіля:
1. Підтримка механічних компонентів і кузова автомобіля
2. Робота зі статичними та динамічними навантаженнями без надмірного прогину чи деформації

До них належать:
- Маса кузова, пасажирів і вантажу.
- Вертикальні та торсійні скручування, що передаються при переїзді по нерівних поверхнях
- Поперечні бокові сили, викликані дорожніми умовами, бічним вітром і кермом транспортного засобу
- Крутний момент від двигуна і трансмісії
- Поздовжні сили розтягування від старту та прискорення, а також стиснення від гальмування
- Раптові удари від зіткнень

## Каркасні рейки

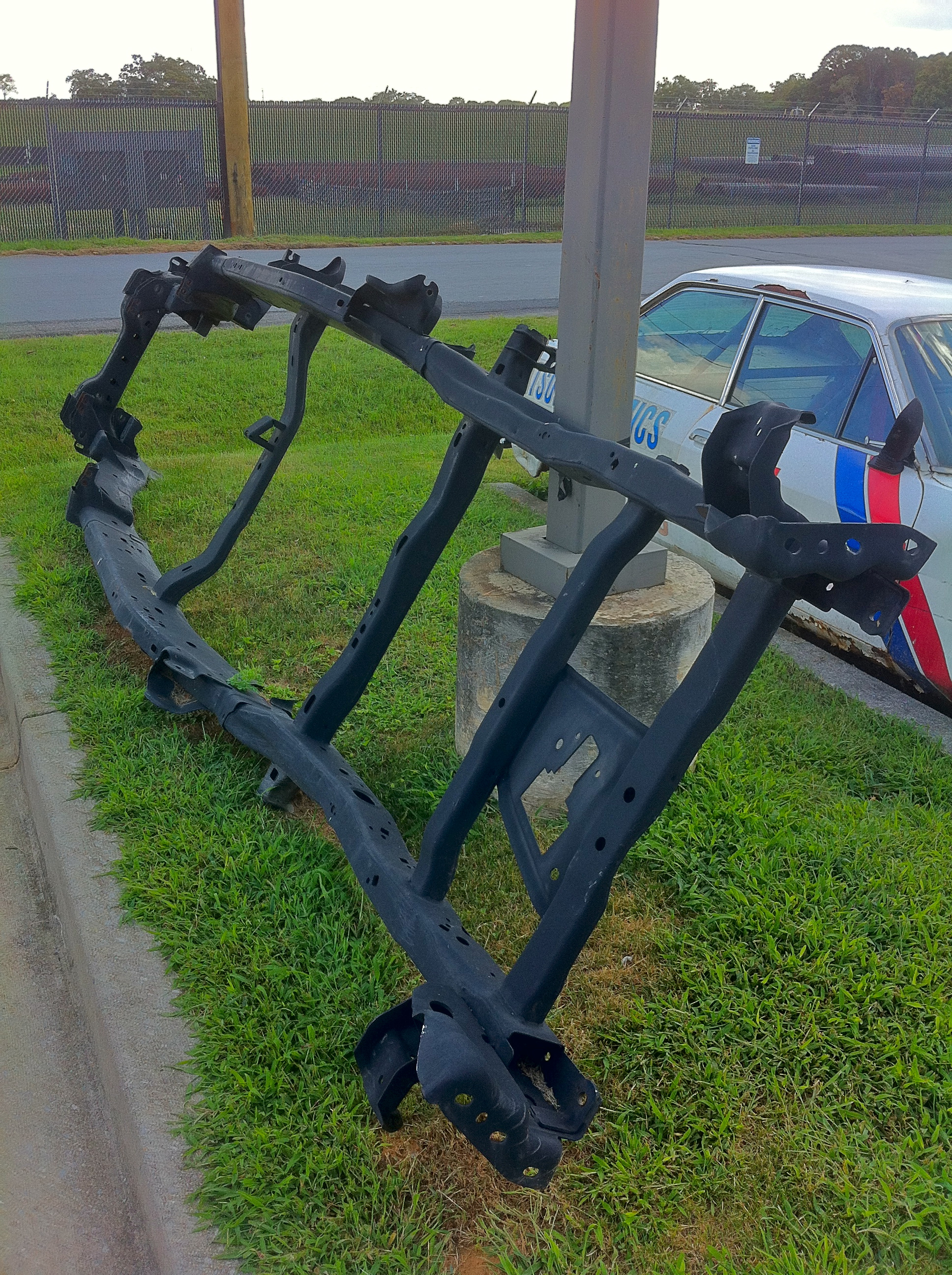
Шасі драбина, названа так за її характерну форму

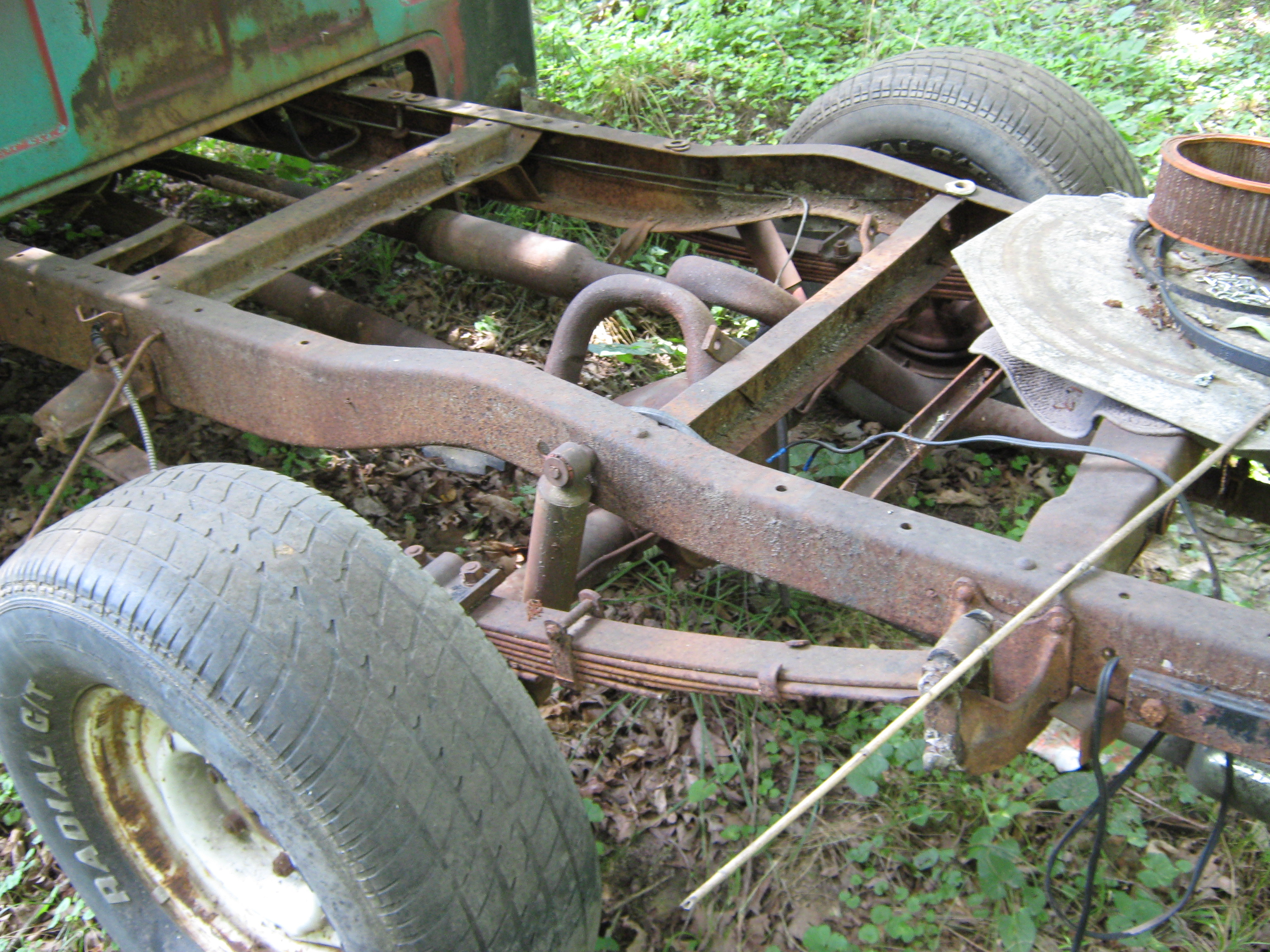
Рама пікапу з важкими С-подібними поздовжніми рейками (злегка вигнутими над задньою віссю), С-подібною поперечиною такого ж розміру перед віссю та меншою поперечиною у формі капелюшка ззаду

Як правило, матеріал, який використовується для виготовлення шасі та рам транспортного засобу, включає вуглецеву сталь для міцності або алюмінієві сплави для досягнення більш легкої конструкції. У випадку окремого шасі рама складається з конструктивних елементів, які називаються рейками або балками. Зазвичай вони виготовлені зі сталевих швеллерних секцій, виготовлених шляхом згортання, прокатки або пресування сталевої пластини.

### C-подібна
На сьогоднішній день найпоширеніша рейка C-каналу використовувалася майже на кожному типі транспортного засобу в той чи інший час.  Його виготовляють, беручи плоский шматок сталі (зазвичай товщиною від 1/8" до 3/16", але до 1/2" або більше в деяких важких вантажівках) і перекочуючи обидві сторони, щоб утворити С-подібну балку, що проходить по довжині автомобіля.

### Капелюх
Каркаси капелюх нагадують букву «U» і можуть бути як правою стороною вгору, так і перевернутою відкритою частиною вниз. Вони не мають широкого застосування через слабкість і схильність до іржавіння. Однак їх можна знайти на автомобілях Chevrolet 1936–1954 років випуску та деяких Studebaker.
Каркас капелюх, від якого на деякий час відмовилися, знову набув популярності, коли компанії почали приварювати його до днища однокузовних автомобілів, фактично створюючи раму в коробці.

### Коробка

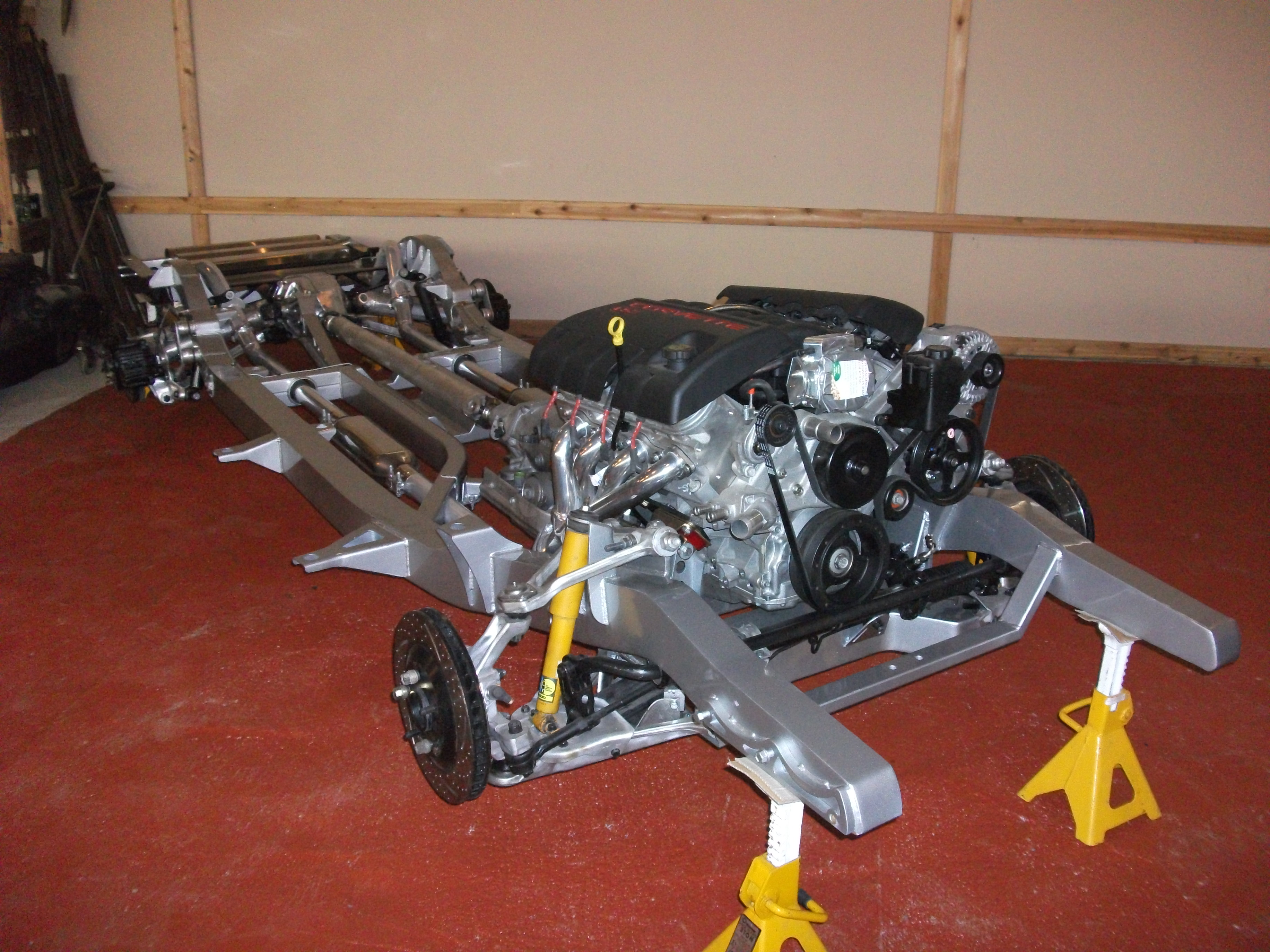
Високоефективна спеціальна рама з використанням коробчатих рейок і секцій труб

Спочатку коробчасті рами виготовляли шляхом зварювання двох відповідних C-рейок, щоб утворити прямокутну трубу. Однак у сучасних технологіях використовується процес, подібний до виготовлення С-подібних рейок, оскільки шматок сталі згинається з чотирьох сторін, а потім зварюється там, де обидва кінці стикаються.

### Особливості конструкції
Хоча на перший погляд здається простою формою з металу, рами зазнають великого навантаження і будуються відповідно. Перше, що розглядається, це «висота балки», або висота вертикальної сторони рами. Чим вища рама, тим краще вона здатна протистояти вертикальному вигину, коли до верхньої частини рами прикладається сила. Ось чому напіввантажівки мають вищі рами, ніж інші транспортні засоби, а не просто товщі.

## Типи

### Повні рами під кузовом

#### Шасі драбина

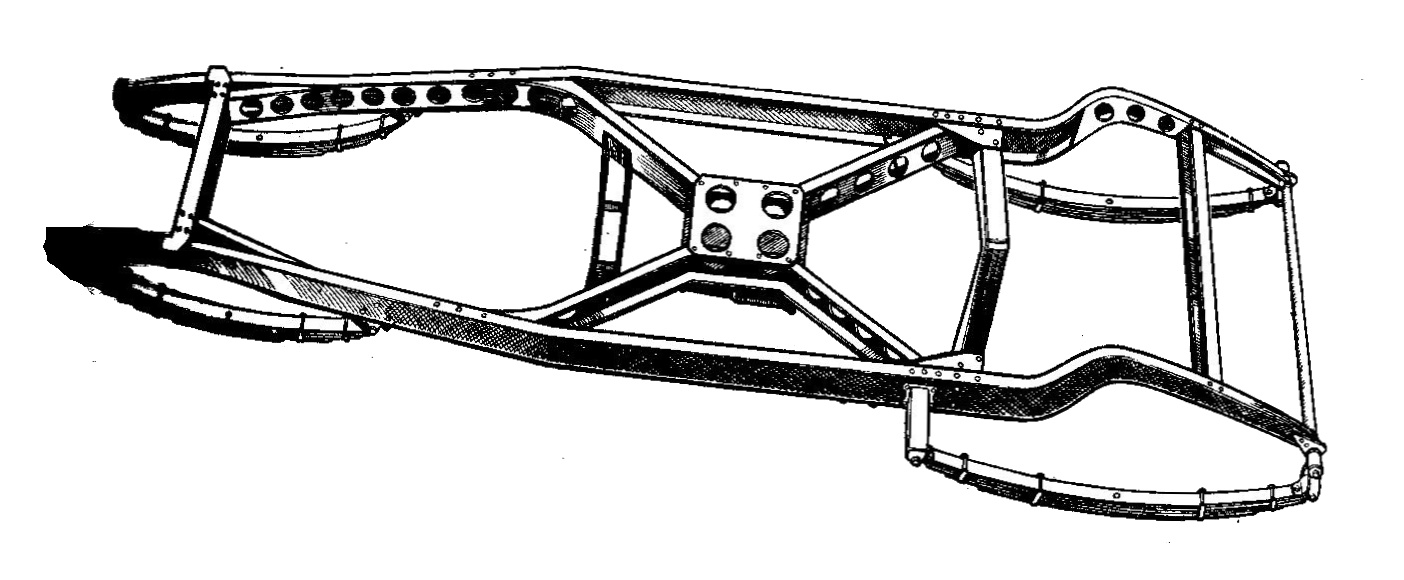
Шасі драбина з діагональними кріпленнями та освітлювальними отворами

Названа за схожість із драбиною, рама драбини є однією з найстаріших, найпростіших і найчастіше використовуваних конструкцій роздільних шасі/рами під кузовом. Він складається з двох симетричних балок, рейок або швелерів, що проходять по всій довжині автомобіля, з’єднаних кількома поперечними поперечинами. Східна рама, яка спочатку була майже на всіх транспортних засобах, поступово була вилучена з автомобілів на користь рам по периметру та єдиної конструкції кузова. Зараз його можна побачити в основному на великих вантажівках. Ця конструкція забезпечує хорошу стійкість до балок завдяки безперервним рейкам від передньої до задньої частини, але слабку стійкість до скручування або викривлення, якщо використовуються прості перпендикулярні поперечини. Загальна висота транспортного засобу буде більшою завдяки тому, що піддон розташований над рамою, а не всередині неї.

#### Магістральна труба

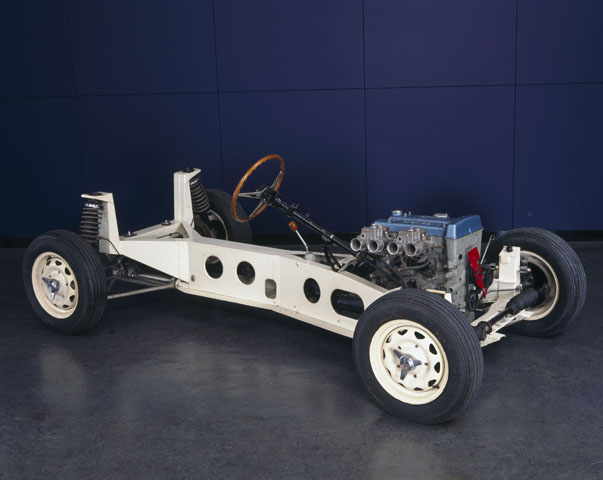
Основне шасі Lotus Elan 1962 року

Магістральне шасі — це тип автомобільної конструкції з шасі, подібним до конструкції кузова на рамі. Замість відносно плоскої драбиноподібної конструкції з двома поздовжніми паралельними рейками рами вона складається з єдиної центральної міцної трубчастої опори (зазвичай прямокутного поперечного перерізу), яка несе силовий механізм і з’єднує передню і задню частини. конструкції кріплення підвіски. Незважаючи на те, що хребет часто втягується вгору, переважно над підлогою транспортного засобу, тіло все одно розміщується на цій структурі або над нею (іноді пересідає) зверху.

#### Х-каркас

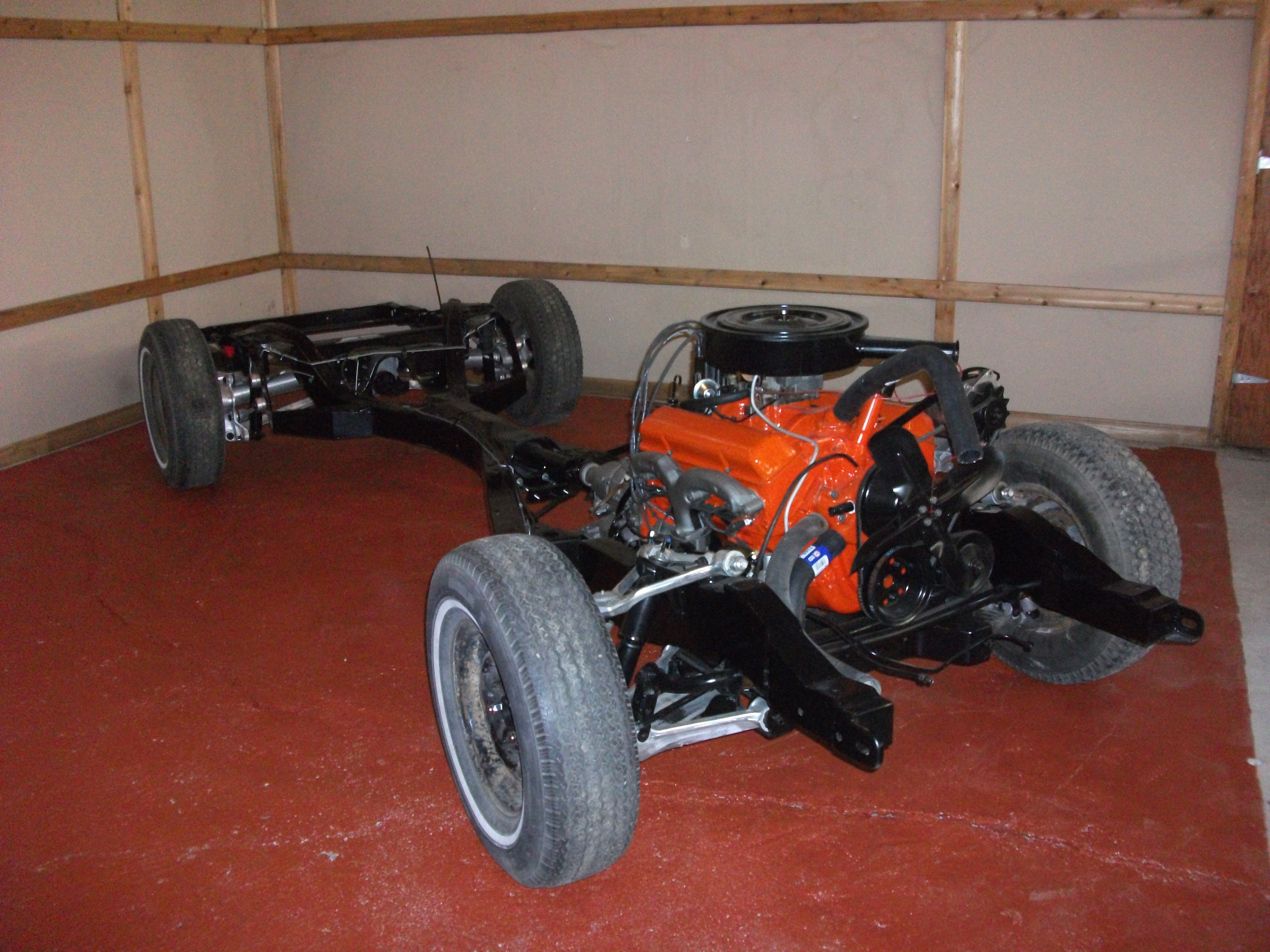
Шасі з рухомою X-каркасом

Це конструкція, яка використовувалася для повнорозмірних американських моделей General Motors наприкінці 1950-х і на початку 1960-х років, у яких рейки збоку двигуна ніби перетиналися в пасажирському салоні, кожна з яких продовжувалася до протилежного кінця поперечини на крайньому кінці. задню частину автомобіля. Це було спеціально вибрано для зменшення загальної висоти транспортних засобів незалежно від збільшення розміру коробки передач і карданного валу, оскільки кожен ряд також повинен охоплювати рейки рами. Декілька моделей мали диференціал, розташований не на звичайній балці між віссю та рамою, а на кульовому шарнірі на верхній частині диференціала, з’єднаному з гніздом у поперечному важелі, шарнірно прикріпленому до поперечної балки рами.

#### Рама по периметру

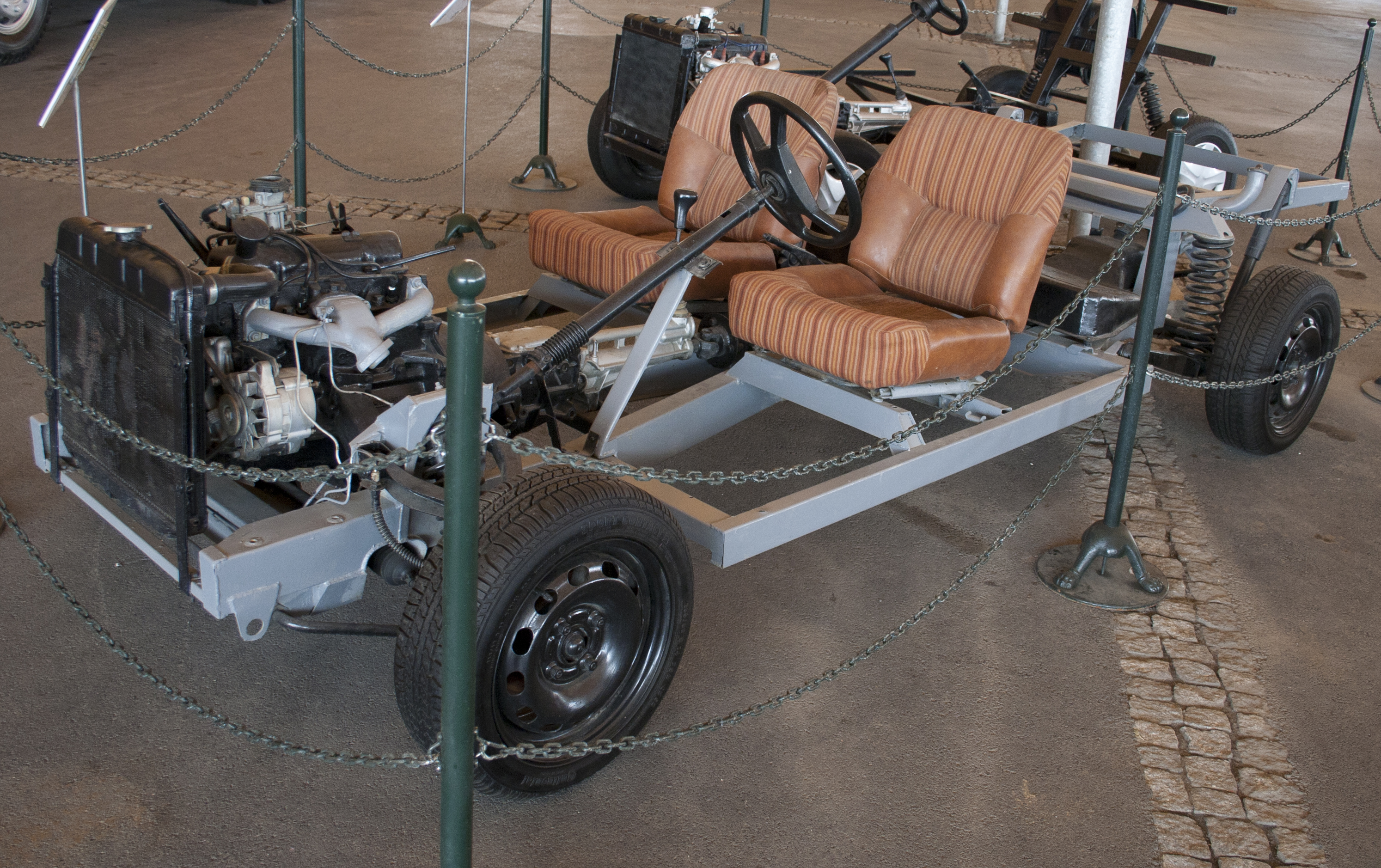
Прототип Bertone FW11 з рамою по периметру

Подібна до рами драбини, але середні секції рейок рами розташовані поза межами передніх і задніх рейок, спрямовані навколо простору для ніг пасажирів, всередині панелей коромисел і порогів. Це дозволило опустити підлогу, особливо зону для ніг пасажирів, знизивши висоту сидіння пасажирів і, таким чином, зменшивши лінію даху та загальну висоту автомобіля, а також центр ваги, таким чином покращивши керованість та стійкість пасажира на дорозі автомобілі.

#### Рама платформа
Це модифікація рами по периметру або рами хребта, в якій підлога салону, а іноді також підлога багажного відділення, були інтегровані в раму як несучі частини для міцності та жорсткості. Для додання міцності листовому металу, який використовується для складання компонентів, потрібно штампувати виступи та виїмки.
Шасі на платформі використовувалися на кількох успішних європейських автомобілях, особливо на Volkswagen Beetle, де це було названо конструкцією «кузов-на-пан». Іншим німецьким прикладом є автомобілі Mercedes-Benz «Ponton» 1950-х і 1960-х років, де в англомовній рекламі він називався «frame floor».
Французький Renault 4, якого було виготовлено понад вісім мільйонів, також використовував раму платформи. У рамі Citroën 2CV використано дуже мінімальну інтерпретацію шасі платформи під кузовом.

### Просторова рама

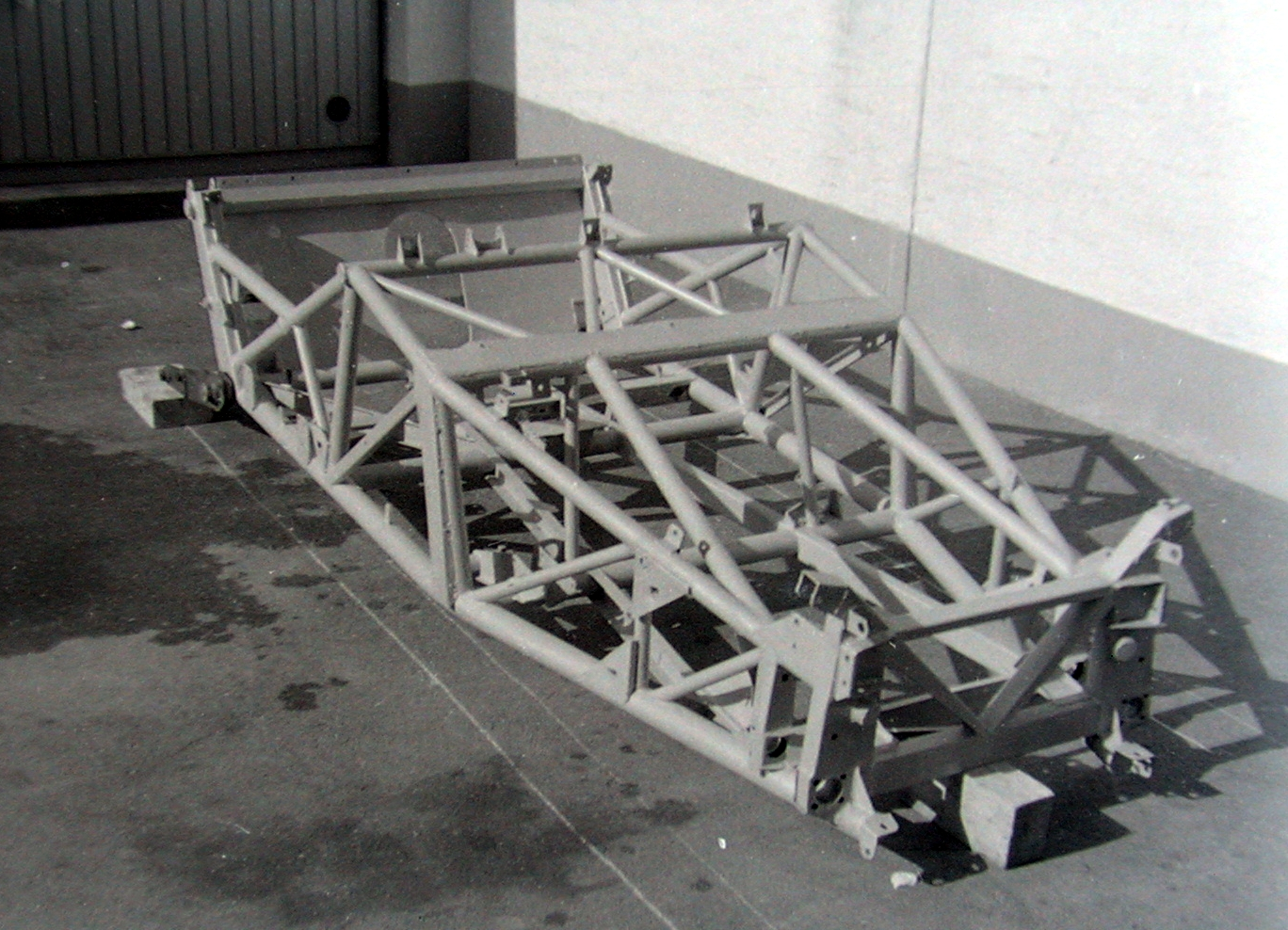
Рама Jaguar C-Type

У (трубчастому) каркасному шасі підвіска, двигун і панелі кузова прикріплені до тривимірної скелетної рами з труб, а панелі кузова мають обмежену структурну функцію або взагалі не виконують її. Щоб максимізувати жорсткість і мінімізувати вагу, конструкція часто максимально використовує трикутники, і всі сили в кожній стійці є або розтягуючими, або стискаючими, ніколи не згинаючими, тому вони можуть бути якомога тоншими.
Перше справжнє каркасне шасі було виготовлено в 1930-х роках Бакмінстером Фуллером і Вільямом Бушнеллом Стаутом (Dymaxion і Stout Scarab), які розуміли теорію справжнього просторового каркаса з архітектури чи проектування літаків.
У гоночному спортивному автомобілі Jaguar C-Type 1951 року використовувалася легка багатотрубчаста трикутна рама, поверх якої був виготовлений аеродинамічний алюмінієвий кузов.

### Unibody (Цільне тіло)
Терміни «unibody» і «unit-body» є скороченнями від «уніфікований кузов», «унітарна конструкція» або альтернативно (повністю) інтегрований кузов і рама/шасі. Він визначається як:
Тип конструкції кузова/рами, у якій кузов транспортного засобу, його план поверху та шасі утворюють єдину конструкцію. Така конструкція, як правило, легша і жорсткіша, ніж транспортний засіб з окремим кузовом і рамою.
 
Конструкція автомобіля змінилася від традиційної архітектури кузова на рамі до легшої уніфікованої/інтегрованої конструкції кузова, яка зараз використовується для більшості автомобілів.
Інтегральна конструкція рами та кузова вимагає більше, ніж просто зварювання ненапруженого кузова до звичайної рами. У повністю інтегрованій структурі кузова весь автомобіль є несучою одиницею, яка справляється з усіма навантаженнями, які відчуває транспортний засіб – силами від руху, а також вантажними навантаженнями. Інтегральні кузови для колісних транспортних засобів, як правило, виготовляються шляхом зварювання попередньо сформованих металевих панелей та інших компонентів разом, формуванням або відливання цілих секцій як єдиного шматка або комбінацією цих технологій. Хоча це іноді також називають монококовою структурою, оскільки зовнішня обшивка та панелі автомобіля зроблені несучими, все ще є ребра, перегородки та коробчасті секції для посилення кузова, що робить опис напівмонокок більш доречним.
Перша спроба розробити таку конструкцію була зроблена на Lancia Lambda 1922 року, щоб забезпечити структурну жорсткість і меншу висоту кузова торпедного автомобіля. Lambda мав відкриту компоновку з ненапруженим дахом, що робило його не таким монококом, а більше схожим на чашу. було виготовлено 1000 шт.
Ключову роль у розробці унітарного кузова зіграла американська фірма Budd Company, нині ThyssenKrupp Budd. Budd постачав кузов із пресованої сталі, встановлений на окремі рами, автовиробникам Dodge, Ford, Buick і французькій компанії Citroën.
У 1930 році Джозеф Ледвінка, інженер компанії Budd, розробив прототип автомобіля з повною унітарним кузовом.

### Часткові рами

#### Підрамник

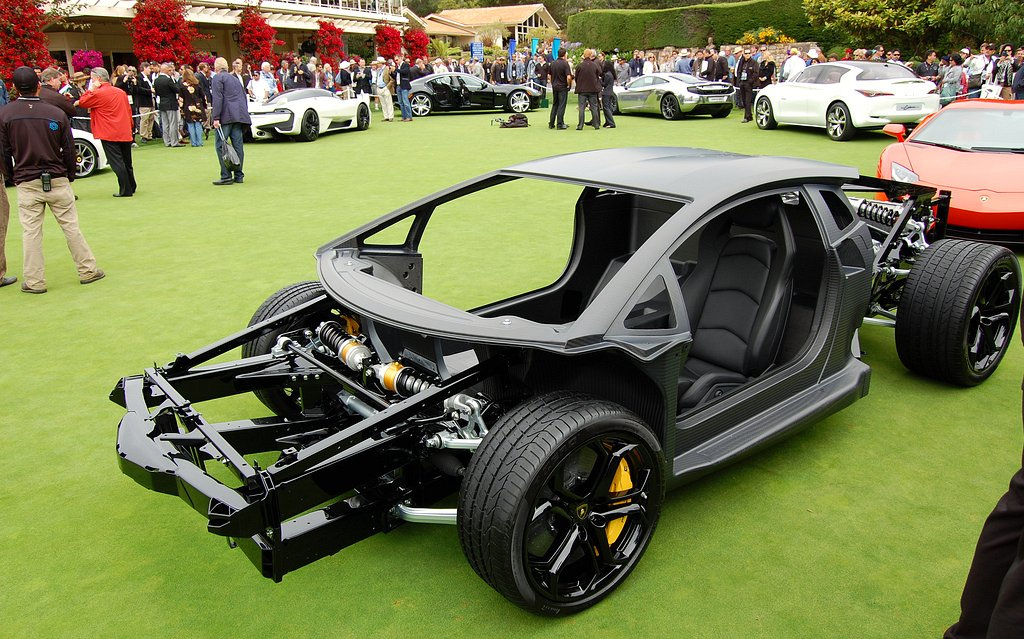
Lamborghini Aventador має центральний монокок із вуглецевого волокна з переднім і заднім сталевими підрамниками, що кріплять механічні елементи.

Підрамник — це окремий структурний компонент рами, який посилює або доповнює певну частину конструкції автомобіля. Як правило, жорсткий підрамник, прикріплений до цілісного кузова або монокока, може витримувати великі зусилля від двигуна та трансмісії та рівномірно передавати їх на широку площу відносно тонкого листового металу цілісної оболонки кузова. Підрамники часто знаходяться в передній або задній частині автомобілів і використовуються для кріплення підвіски до автомобіля. Підрамник також може містити двигун і трансмісію. Зазвичай це штампована або коробчаста сталева конструкція, але може бути трубчастою та/або з іншого матеріалу.
Приклади використання легкових автомобілів включають платформу GM F 1967–1981 років, численні роки та моделі, побудовані на платформі GM X (1962), платформні фургони GM M/L (Chevrolet Astro/GMC Safari, які включали повнопривідний варіант), а також цільний AMC Pacer з переднім підрамником для ізоляції салону від двигуна, підвіски та керма.